# USS Nimitz
La USS Nimitz (CVN-68) è una portaerei statunitense nonché prima nave della classe Nimitz ed è una nave della United States Navy. Si prevede che il suo ritiro dal servizio avverrà una volta varata la nuova USS John F. Kennedy (CVN-79). È tutt'oggi tra le più grandi portaerei del mondo e fu tra le prime della nuova generazione.
La sua base di appoggio (Home Port) è attualmente nella Naval Base Kitsap, nello stato di Washington.

## Storia
La prima traversata oceanica della Nimitz ebbe luogo il 7 luglio 1976, alla volta del Mar Mediterraneo assieme alla South Carolina e alla California, navi che in seguito avrebbero formato il suo corpo d'azione. In seguito vi furono altre traversate, la più importante per rilevanza storica ebbe invece luogo il 10 settembre 1979, nella quale la Nimitz partecipò all'operazione Eagle Claw, una missione di salvataggio di 53 ostaggi dell'ambasciata statunitense a Teheran. La nave tornò alla sua base a Norfolk in Virginia il 26 maggio 1980, dopo 144 giorni di mare.
L'anno seguente, un EA-6B Prowler si schiantò sul ponte di volo uccidendo 14 persone (i 4 membri dell'equipaggio del Prowler e altre 10 persone sul ponte) e ferendone altre 45. La causa fu identificata nel sospetto abuso di droga del pilota e ciò indusse l'allora presidente Ronald Reagan a istituire un regolamento basato sulla tolleranza zero nell'ambito delle forze armate statunitensi. Nello stesso anno, la Nimitz fu protagonista dell'incidente del Golfo della Sirte quando due F-14 Tomcat del suo gruppo di volo furono attaccati da due Sukhoi Su-22 dell'aeronautica libica, i quali successivamente furono abbattuti. Nel 1988, la Nimitz fornì sicurezza durante i giochi olimpici di Seul. Successivamente, la nave combatté entrambe le guerre del Golfo.
Nel 2021 era visibile su Google Maps in un bacino di carenaggio nei cantieri del porto di Bremerton per effettuare ciò che è noto come un rifornimento e revisione complesso (RCOH) che viene effettuato dopo circa 23 anni di servizio. RCOH è un complesso e costoso ciclo di manutenzione della durata di circa 3 anni del costo di quasi 3 miliardi di dollari ed è obbligatorio per portaerei della classe Nimitz, soprattutto per la sostituzione e il rifornimento di combustibile nucleare. Il 7 aprile 2021 (CY2020) vince la Battle "E" come migliore portaerei del 2020, vincendo 15 premi d'eccellenza su 16.

## La USS Nimitz nel cinema
La USS Nimitz è ampiamente presente nel film di fantascienza Countdown dimensione zero del 1980, con Kirk Douglas, Martin Sheen e Katharine Ross.